# Hugo Blümner
Hugo Blümner (Berlino, 9 agosto 1844 – Zurigo, 1º gennaio 1919) è stato un archeologo e filologo classico tedesco.

## Biografia
Blümner studiò con Otto Jahn a Bonn e scrisse la sua tesi di dottorato nel 1866 a Berlino su Luciano. Insegnò nelle università di Breslavia e Königsberg, e dopo il 1877 fu professore presso l'Università di Zurigo. Tra gli studenti di dottorato di Blümner c'era lo studioso letterario e il germanista Emil Ermatinger.

## Opere
Fu autore e curatore di molte opere filologiche e archeologiche, tra cui i più importanti: 
- Die gewerbliche Thätigkeit der Völker des klassischen Altertums (Le attività commerciali dei popoli della storia classica, 1869)
- Technologie und Terminologie der Gewerbe und Künste bei Griechen und Römern (Tecnologia e terminologia del commercio e delle arti in Grecia e Roma; 4 voll., 1874-88)
- Leben und Sitten der Griechen (Vita e costumi dei greci; 1887)
- Der Maximaltarif des Diokletian, con Theodor Mommsen (1893) e Pausaniæ Græciæ Descriptio (1896).

Revisionò anche il Griechische Privataltertümer (1881) di Karl Friedrich Hermann.